# قتل في 1600
قتل في 1600 (بالإنجليزية: Murder at 1600)‏ هو فلم أكشن جريمة أمريكي تم إنتاجه في سنة 1997، وهو من إخراج دوايت ليتل وبطولة ويسلي سنايبس ودايان لاين، رقم 1600 في عنوا الفلم يشير إلى طريق بنسلفانيا 1600، عنوان البيت الأبيض، الفلم مبني على رواية قتل في البيت الأبيض لمارغريت ترومان ابنة الرئيس الأمريكي السابق هاري ترومان، الفلم يتكلم عن جريمة تحدث في البيت الأبيض ويتورط شخصين فيها ،وثم يحاولان أن يبرأ كل واحد منهما نفسه ويحاولون العثور على القاتل الحقيقي.

## وصلات خارجية
- قتل في 1600 على موقع IMDb (الإنجليزية)
- قتل في 1600 على موقع ميتاكريتيك (الإنجليزية)
- قتل في 1600 على موقع روتن توميتوز (الإنجليزية)
- قتل في 1600 على موقع نتفليكس (الإنجليزية)
- قتل في 1600 على موقع قاعدة بيانات الأفلام العربية
- قتل في 1600 على موقع ألو سيني (الفرنسية)
- قتل في 1600 على موقع Turner Classic Movies (الإنجليزية)
- قتل في 1600 على موقع أول موفي (الإنجليزية)
- قتل في 1600 على موقع بوكس أوفيس موجو (الإنجليزية)
- قتل في 1600 على موقع فيلمافينيتي (الإسبانية)
- قتل في 1600 على قاعدة بيانات الأفلام على الإنترنت